# Рудбекія шорстка
Рудбекія шорстка (Rudbeckia hirta) — вид рослин з родини айстрових (Asteraceae), поширений у США й Канаді; натуралізований у Європі, Китаї, Кубі.

## Опис
Однорічна, дворічна або багаторічна рослина до 100 см. Стебла волосисті (волоски розлогі, 1+ мм). Листя: листові пластини еліптичні, ланцетні або яйцеподібні (не лопатеві), краї цільні або зубчасті, верхівки гострі. поверхні волосисті, базальні черешкові, листові пластини 8–30 × 0.5–7 см, стеблові черешкові або сидячі, листові пластини 3–20 × 0.4–4 см. Квіткові голови поодинокі або 2–5 у пухких скупченнях. Кошики 6–8 см в діаметрі. Листочки обгортки дещо відстовбурчені. Крайові язичкові квітки золотисто-жовті, серединні — чорно-бурі. Сім'янки без чубка.

## Поширення
Поширений у США й Канаді; натуралізований у Європі, Китаї, Кубі; також культивується.
В Україні вид зростає у садах і парках — на всій території, іноді трапляється диким.

## Використання
Декоративна рослина.